# ステリオグラム
ステリオグラム (Steriogram) は、1999年にニュージーランドで結成されたミクスチャー・ロックバンド。

## 来歴
- 1999年結成。メンバーがそれまで活動していたロジャーグラム（Rogergram）とステリオシュガー（Steriosugar）という2つのバンドの名前を組み合わせて「ステリオグラム」と命名された。
- 当初はオークランドを拠点にインディーズで活動していたが、インターネットで配信していた曲の試聴を通じて米国のキャピトル・レコードにスカウトされ2002年にメジャーデビュー。
- 2004年発売の「ウォーキー・トーキー・マン」がiPodのCMソングに採用されて大ヒットを記録した。

- 2007年、2ndアルバム「This Is Not The Target Market」をリリースした。
- 2010年、3rdアルバム「Taping The Radio」をリリースした。